# Șiștarovăț (rijeka)
Şiştarovăţ (mađarski: Sistaróci-patak ili Sistaroveci-patak) je rijeka u Rumunjskoj, u županiji Mureș, lijevi pritok Moriša.
Duga je 11 km, a površina porječja joj je 59 km2.
Protječe kroz istoimeno selo Șiștarovăț.